# Доње Крушје
Доње Крушје (мкд. Долно Крушје) је насеље у Северној Македонији, у средишњем делу државе. Доње Крушје припада општини Македонски Брод.

## Географија
Насеље Доње Крушје је смештено у средишњем делу Северне Македоније. Од седишта општине, градића Македонски Брод, насеље је удаљено 20 km северно.
Рељеф: Доње Крушје се налази у области Порече, која обухвата средишњи део слика реке Треске. Дато подручје је изразито планинско. Село је положено високо, на источним висовима планине Песјак. Надморска висина насеља је приближно 1.110 метара.
Клима у насељу је планинска због знатне надморске висине.

## Историја
Почетком 20. века, као и Порече, становништво Доњег Крушја је било наклоњено српској народној замисли, па се месно становништво у изјашњавало Србима.
У месту је 1906. године прослављена школска слава Савиндан. Службовао је парох, поп Захарије Павловић из Томиног Села. Домаћин славе био је у српској школи земљорадник Коста Димчевић, а беседио је учитељ Софроније Пајдовић. Скупљен прилог од 110 гроша намењен је опремању сиромашног сеоског храма.

## Становништво
По попису становништва из 2002. године, Доње Крушје је имало 23 становника.
Претежно становништво у насељу су етнички Македонци (100% према последњем попису).
Већинска вероисповест у насељу је православље.